# Stankowicze (Białoruś)
Stankowicze (biał. Станкавічы; ros. Станковичи) – wieś na Białorusi, w obwodzie witebskim, w rejonie brasławskim, w sielsowiecie Mieżany.

## Historia
W czasach zaborów ówczesna wieś w granicach Imperium Rosyjskiego.
W dwudziestoleciu międzywojennym kolonia leżała w Polsce, w województwie nowogródzkim (od 1926 w województwie wileńskim), w powiecie brasławskim, w gminie Dryświaty.
Według Powszechnego Spisu Ludności z 1921 roku kolonię zamieszkiwało 186 osób, 169 było wyznania rzymskokatolickiego a 17 staroobrzędowego. Jednocześnie 169 mieszkańców zadeklarowało polską przynależność narodową a 17 rosyjską. Były tu 33 budynki mieszkalne. W 1931 zamieszkiwało tu 188 osób w 34 budynkach.
Miejscowość należała do parafii rzymskokatolickiej w Dryświatach. Podlegała pod Sąd Grodzki w Turmont i Okręgowy w Wilnie; właściwy urząd pocztowy mieścił się w Dyrświatach.